# Fehér Ernő

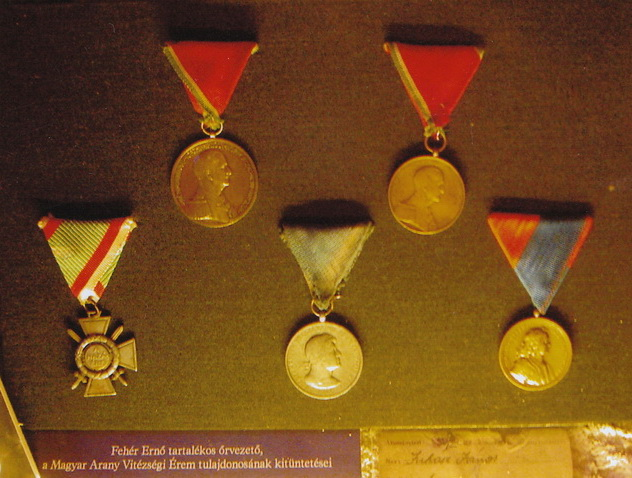
Kitüntetései a Hadtörténeti Múzeumban

Fehér Ernő (Palánk 1916. – Tüskevár, 2010. október 19.) tartalékos őrvezető, a Magyar Királyi Honvédség tagjaként a második világháborúban részt vett Don melletti harcokban. Ottani kimagasló vitézi haditettének köszönhetően a Magyar Arany Vitézségi Érem birtokosa.

## Katonai életrajz
Fiatalkoráról nincs információ. A második világháborúban a Magyar 2. hadseregben harcolt. 1942 decemberében vezényelték a Donhoz, itt a soproni 4. Honvéd Gyalogezred II. zászlóalj, 4. századában szolgált. A doni harcok során kiemelkedett, hogy 1942. augusztus 6-án megindított szovjet támadás során tizenegy harckocsit lőtt ki. Ebből kilenc kiégett, kettő lánctalpsérüléssel harcképtelenné vált. Ez a hadicselekedet a magyar honvédek körében egyedülálló volt. A magyar királyi honvédelmi miniszter 1943. január 7-én az 1329. eln./8. sz. 1943. rendeletével Fehér Ernő címzetes őrvezetőt az Arany Vitézségi Érdeméremmel tüntette ki. Kimagasló katonai tettét pedig a Honvéd Zsebnaptár 1943. évi számának 82. oldalán részletesen közzétették.
Vitéz Fehér Ernő őrvezető így emlékszik vissza: „1942 augusztus 6-án Szalnejovónál állomásoztunk a Don mellett. Hajnalban nagyon erős támadás kezdődött ellenünk. Én mint őrvezető egy előretolt páncéltörő ágyú irányzója voltam. Állásunk egy kis magaslaton volt - napraforgótáblában. Jól láttuk a 60 darab T-34-est, amint átkeltek a Donon és felénk tartottak. 40 percen át tartott a küzdelem, s kilőttem 11 tankot. Az utolsót egészen közelről 30 méterről, mert ilyen közel kellett engedni, hogy biztos legyen a találatom, s nekem nem volt több gránátom. Ha akkor tévesztek…., de nem így történt. Az ellenség megtorpant, és egy egész hadosztály (10 ezer ember) menekült meg a közvetlen pusztulástól. Végül is ezért kaptam 1943 januárjában a vitézségi aranyérmet.”
A későbbi harcok során súlyosan megsérült Peskovatka közelében. Egy repesz a fején találta el, és széttépte a szájpadlását. Kassára került sérülése miatt hadikórházba, majd Németországban Sonnenbergben épült fel Dr. Eril Sándor vezérőrnagy orvos professzor betegeként.
Vitéz Fehér Ernő életéről Vaczkó László: Rendületlenül címmel könyvet írt.

## Kitüntetései
- Magyar Arany Vitézségi Érem
- Magyar Bronz Vitézségi Érem
- Felvidéki Emlékérem
- Erdélyi Emlékérem
- Tűzkereszt